# Đơn vị điện từ SI
| Các đơn vị điện từ học SI | Các đơn vị điện từ học SI             | Các đơn vị điện từ học SI | Các đơn vị điện từ học SI | Các đơn vị điện từ học SI      |
| Ký hiệu                   | Tên đại lượng                         | Tên đơn vị                | Ký hiệu                   | Đơn vị cơ sở                   |
| ------------------------- | ------------------------------------- | ------------------------- | ------------------------- | ------------------------------ |
| E                         | năng lượng                            | joule                     | J                         | kg⋅m2⋅s−2 = C⋅V                |
| Q                         | điện tích                             | coulomb                   | C                         | A⋅s                            |
| I                         | cường độ dòng điện                    | ampere                    | A                         | A = W/V = C/s                  |
| J                         | mật độ dòng điện                      | ampere trên mét vuông     | A/m2                      | A⋅m−2                          |
| ΔV; Δφ; ε                 | hiệu điện thế; điện áp; lực điện động | volt                      | V                         | J/C = kg⋅m2⋅s−3⋅A−1            |
| R; X; Z                   | điện trở; điện kháng; trở kháng       | ohm                       | Ω                         | V/A = kg⋅m2⋅s−3⋅A−2            |
| ρ                         | điện trở suất                         | ohm mét                   | Ω⋅m                       | kg⋅m3⋅s−3⋅A−2                  |
| P                         | công suất điện                        | watt                      | W                         | V⋅A = kg⋅m2⋅s−3                |
| C                         | điện dung                             | farad                     | F                         | C/V = kg−1⋅m−2⋅A2⋅s4           |
| ΦE                        | điện thông                            | volt mét                  | V⋅m                       | kg⋅m3⋅s−3⋅A−1                  |
| E                         | cường độ điện trường                  | volt trên mét             | V/m                       | N/C = kg⋅m⋅A−1⋅s−3             |
| D                         | trường điện dịch                      | coulomb trên mét vuông    | C/m2                      | A⋅s⋅m−2                        |
| ε                         | độ điện thẩm                          | farad trên mét            | F/m                       | kg−1⋅m−3⋅A2⋅s4                 |
| χe                        | độ cảm điện                           | (không thứ nguyên)        | 1                         | 1                              |
| G; B; Y                   | điện dẫn; điện nạp; dẫn nạp           | siemens                   | S                         | Ω−1 = kg−1⋅m−2⋅s3⋅A2           |
| κ, γ, σ                   | điện dẫn suất                         | siemens trên mét          | S/m                       | kg−1⋅m−3⋅s3⋅A2                 |
| B                         | mật độ từ thông, cảm ứng từ           | tesla                     | T                         | Wb/m2 = kg⋅s−2⋅A−1 = N⋅A−1⋅m−1 |
| Φ, ΦM, ΦB                 | từ thông                              | weber                     | Wb                        | V⋅s = kg⋅m2⋅s−2⋅A−1            |
| H                         | cường độ từ trường                    | ampere trên mét           | A/m                       | A⋅m−1                          |
| L, M                      | tự cảm                                | henry                     | H                         | Wb/A = V⋅s/A = kg⋅m2⋅s−2⋅A−2   |
| μ                         | từ thẩm                               | henry trên mét            | H/m                       | kg⋅m⋅s−2⋅A−2                   |
| χ                         | độ cảm từ                             | (không thứ nguyên)        | 1                         | 1                              |